# Reciprocidad (antropología cultural)
Reciprocidad se refiere, en antropología, a la manera informal de intercambio de bienes y trabajo que se da en sistemas económicos informales de un pueblo.
La reciprocidad es la forma más común de intercambio en sociedades de economía que prescinde de mercado, esto es, que no hacen, venden o compran bienes o servicios. Dado que virtualmente viven en algún tipo de sociedad y que además cada persona tiene al menos posesiones; la reciprocidad se puede encontrar en todas las culturas.
El antropólogo estadounidense Marshall Sahlins identificó tres tipos de reciprocidad en su libro Economía de la Edad de Piedra (Stone Age Economics, 1972). Estas eran: 
1. Reciprocidad positiva: involucra transacciones altruistas, donde la retribución no tiene que ocurrir en el corto plazo y puede no ser retribuida. Se enmarca dentro de la ayuda mutua entre parientes, sin expectativa de una retribución material. La obligación de corresponder es indefinida en tiempo, cantidad y calidad. Según Sahlins, “el lado social de la relación supera al material y, en cierto modo, lo encubre, como si no contara”.
2. Reciprocidad equilibrada: Son intercambios directos basados en una equivalencia determinada con retribución inmediata. Suelen darse en arreglos matrimoniales y convenios de paz, trueques de productos y alimentos como los documentados por Malinowski en el Kula. La retribución debe darse en un plazo de tiempo definido. “La gente actúa adherida a intereses económicos y sociales separados. El aspecto material de la transacción es tan importante como el abanico, y debe haber cierto ajustamiento más o menos exacto, ya que las operaciones deben compensarse. Así, la prueba pragmática es aquí una incapacidad de tolerar la circulación en una sola dirección: las relaciones entre las personas se rompen cuando una se retracta”.[1]
3. Reciprocidad negativa: Es una relación en la cual se trata de obtener un beneficio a expensas de la otra parte. Incluye el regateo, la trampa y el robo. Los participantes tienen una relación estructural social distante, presentan intereses opuestos y buscan maximizar su beneficio. En todo caso, es una relación entre grupos distantes y simétricos. Un ejemplo clásico es la relación entre las etnias nuer y dinka del Sudán, documentadas por Edward Evans-Pritchard.[2]

Algunos experimentos de laboratorio han mostrado que, en contextos con cierto nivel de incertidumbre, las intenciones que expresa cada persona durante los procesos de intercambio influyen en el tipo de reciprocidad al que se puede llegar.
La reciprocidad o multirreciprocidad es uno de los pilares de los bancos de tiempo. Todos sus usuarios se benefician y se generan redes de apoyo social más talentosas y justas, ya que todos tienen la opción de dar y recibir.
Entre los antropólogos que destacan en estudios vinculados a la reciprocidad se puede mencionar a Richard Gould, Richard B. Lee, Marvin Harris, Karl Polanyi, Marcel Mauss, Bronislaw Malinowski, Raymond Firth, Marshall Sahlins y Elman R. Service.[cita requerida]